# 스톰 리드
스톰 리드(Storm Reid, 2003년 7월 1일 ~ )는 미국의 배우이다.

## 출연 작품

### 영화
- 노예 12년 (2013) - 에밀리 역
- 시간의 주름 (2018) - 맥 머리 역
- 인비저블맨 (2020) - 시드니 레이니어 역
- 더 수어사이드 스쿼드 (2021) - 타일라 역
- 더 넌 2 (2023)

### 텔레비전
- 유포리아 (2019-현재) - 지아 베넷 역
- 그들이 우리를 바라볼 때 (2019) - 리사 역